# Roda de Ferris
|  | Aquest article tracta sobre la roda de fira original, de 1893 a Chicago. Si cerqueu el concepte de roda de fira, vegeu «roda de fira». |

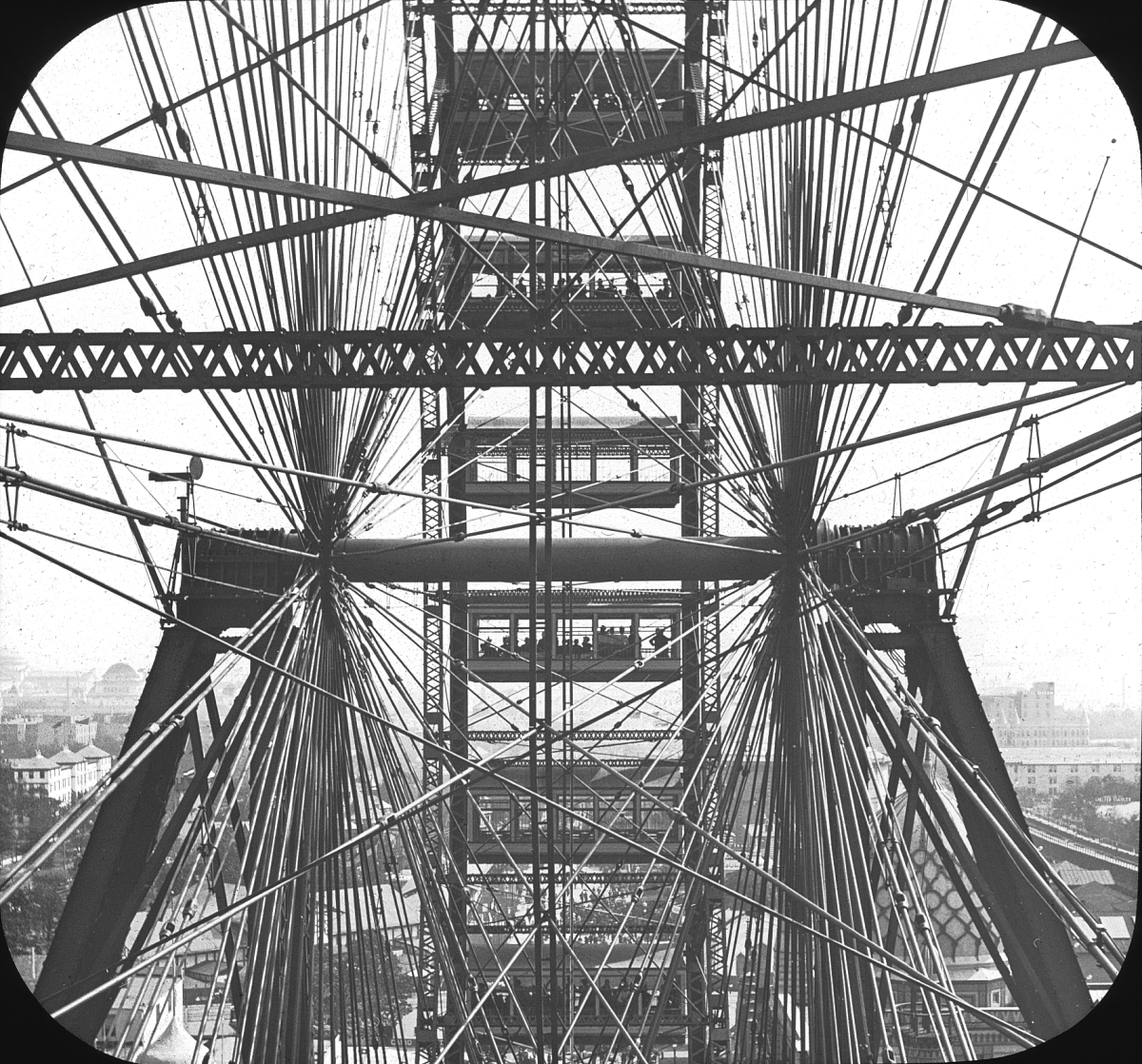
Vista a través de la roda de Ferris

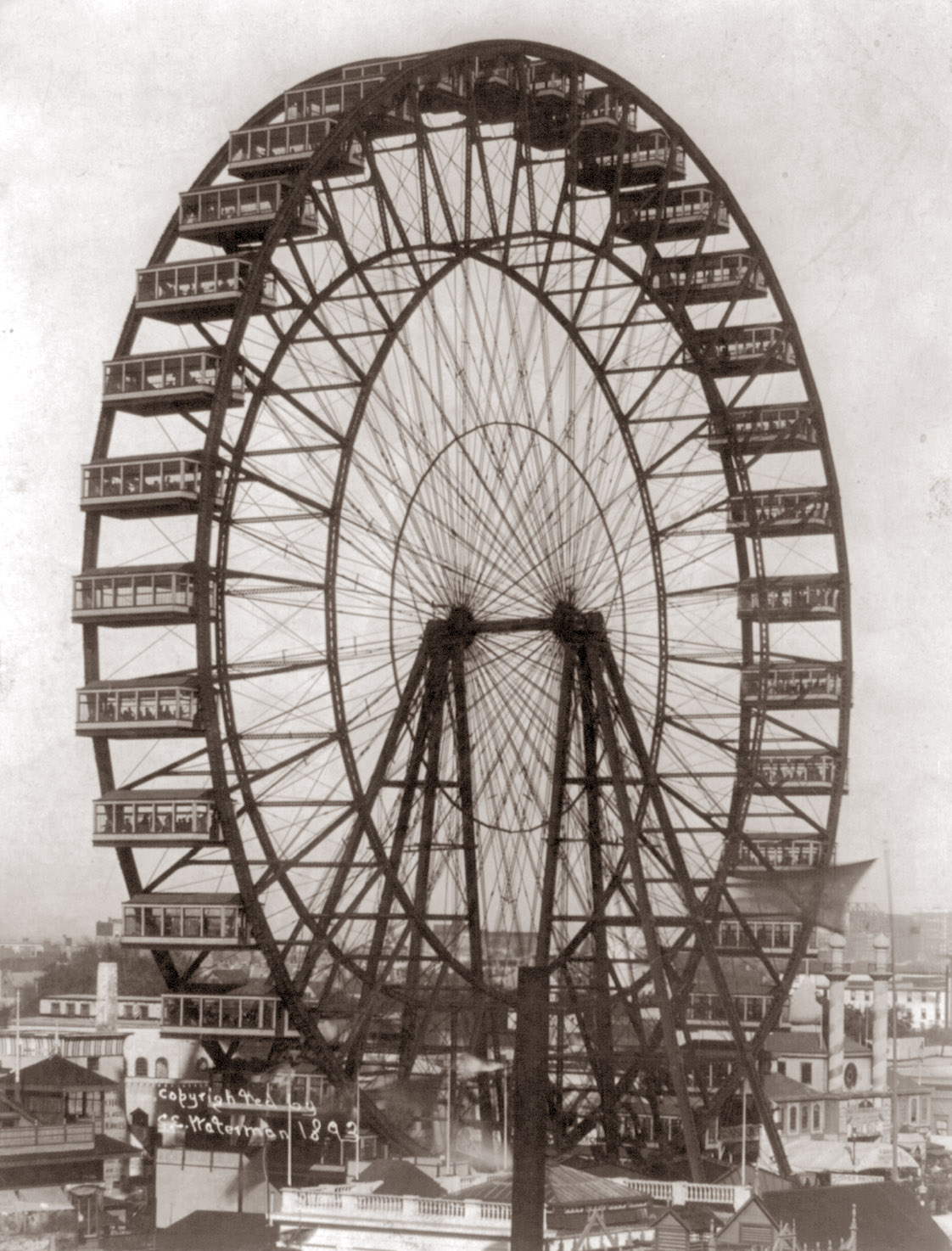
Detall de la roda, el 1893

La roda de Ferris, (en anglès: Ferris Wheel), de vegades citada també com a la Chicago Wheel (roda de Chicago), fou una roda de fira que sobresortia com a element central de la World Columbian Exposition de Chicago de 1893.
Concebuda per rivalitzar en atractiu amb la Torre Eiffel (de 324 m.), creada per l'Exposició Universal de 1889 de París, la roda de Ferris fou l'atracció més destacada de l'Exposició Universal de 1893, amb una alçada de 80.4 metres. Fou desmantellada, i posteriorment tornada a muntar al barri del Lincoln Park a Chicago, el 1895. D'allà se'n va anar a muntar per tercer i darrere cop per l'Exposició Universal de Saint Louis de 1904. Fou finalment derruïda allà el 1906.
La roda de Ferris va entrar en la llengua anglesa com a apel·latiu genèric de rodes de fira.